# Saint-Bonnet-le-Courreau
Saint-Bonnet-le-Courreau és un municipi francès situat al departament del Loira i a la regió d'Alvèrnia-Roine-Alps. L'any 2007 tenia 735 habitants.

## Demografia

### Població
El 2007 la població de fet de Saint-Bonnet-le-Courreau era de 735 persones. Hi havia 295 famílies de les quals 88 eren unipersonals (44 homes vivint sols i 44 dones vivint soles), 60 parelles sense fills, 115 parelles amb fills i 32 famílies monoparentals amb fills.
La població ha evolucionat segons el següent gràfic:
Habitants censats

### Habitatges
El 2007 hi havia 473 habitatges, 301 eren l'habitatge principal de la família, 90 eren segones residències i 81 estaven desocupats. 457 eren cases i 12 eren apartaments. Dels 301 habitatges principals, 235 estaven ocupats pels seus propietaris, 52 estaven llogats i ocupats pels llogaters i 15 estaven cedits a títol gratuït; 6 tenien dues cambres, 37 en tenien tres, 70 en tenien quatre i 189 en tenien cinc o més. 203 habitatges disposaven pel capbaix d'una plaça de pàrquing. A 147 habitatges hi havia un automòbil i a 128 n'hi havia dos o més.

### Piràmide de població
La piràmide de població per edats i sexe el 2009 era:
| Homes | Edats   | Dones |
| ----- | ------- | ----- |
| 0     | 95 o +  | 4     |
| 0     | 90 a 94 | 0     |
| 4     | 85 a 89 | 12    |
| 4     | 80 a 84 | 12    |
| 20    | 75 a 79 | 8     |
| 28    | 70 a 74 | 36    |
| 28    | 65 a 69 | 36    |
| 20    | 60 a 64 | 32    |
| 20    | 55 a 59 | 4     |
| 32    | 50 a 54 | 20    |
| 28    | 45 a 49 | 28    |
| 28    | 40 a 44 | 28    |
| 20    | 35 a 39 | 20    |
| 32    | 30 a 34 | 20    |
| 28    | 25 a 29 | 12    |
| 32    | 20 a 24 | 16    |
| 20    | 15 a 19 | 20    |
| 8     | 10 a 14 | 24    |
| 12    | 5 a 9   | 12    |
| 16    | 0 a 4   | 20    |

## Economia
El 2007 la població en edat de treballar era de 462 persones, 350 eren actives i 112 eren inactives. De les 350 persones actives 324 estaven ocupades (202 homes i 122 dones) i 26 estaven aturades (9 homes i 17 dones). De les 112 persones inactives 43 estaven jubilades, 35 estaven estudiant i 34 estaven classificades com a «altres inactius».

### Ingressos
El 2009 a Saint-Bonnet-le-Courreau hi havia 306 unitats fiscals que integraven 747 persones, la mediana anual d'ingressos fiscals per persona era de 13.592 €.

### Activitats econòmiques
Dels 35 establiments que hi havia el 2007, 5 eren d'empreses alimentàries, 3 d'empreses de fabricació d'altres productes industrials, 9 d'empreses de construcció, 6 d'empreses de comerç i reparació d'automòbils, 1 d'una empresa de transport, 4 d'empreses d'hostatgeria i restauració, 2 d'empreses financeres, 3 d'empreses de serveis, 1 d'una entitat de l'administració pública i 1 d'una empresa classificada com a «altres activitats de serveis».
Dels 15 establiments de servei als particulars que hi havia el 2009, 1 era una oficina de correu, 1 taller de reparació d'automòbils i de material agrícola, 4 paletes, 1 guixaire pintor, 3 fusteries, 1 lampisteria, 1 perruqueria i 3 restaurants.
Dels 3 establiments comercials que hi havia el 2009, 1 era una botiga de menys de 120 m², 1 una fleca i 1 una carnisseria.
L'any 2000 a Saint-Bonnet-le-Courreau hi havia 82 explotacions agrícoles que ocupaven un total de 2.460 hectàrees.

## Equipaments sanitaris i escolars
El 2009 hi havia 2 escoles elementals.

## Poblacions més properes
El següent diagrama mostra les poblacions més properes.